# Album (Ghali)
| Recensione | Giudizio |
| ---------- | -------- |
| Rockit     | positivo |
| Rockol     |          |

Album è il primo album in studio del rapper italiano Ghali, pubblicato il 26 maggio 2017 dalla Sto Records. Nel Luglio dello stesso anno "Album" vince il Premio Lunezia per il valore musical-letterario.  

## Tracce
Testi di Ghali Amdouni, musiche di Paolo Alberto Monachetti.
1. Ninna nanna – 3:57
2. Ricchi dentro – 2:51
3. Habibi – 3:04
4. Lacrime – 3:47
5. Happy Days – 3:18
6. Milano – 3:30
7. Ora d'aria – 3:13
8. Pizza kebab – 2:57
9. Liberté – 2:47
10. Boulevard – 3:27
11. Vida – 3:31
12. Oggi no – 2:24

Traccia bonus nella riedizione del 2020
1. Cara Italia – 4:04

## Formazione
- Ghali – voce
- Charlie Charles – produzione, montaggio, missaggio, mastering

## Classifiche

### Classifiche settimanali
| Classifica (2017) | Posizione massima |
| ----------------- | ----------------- |
| Italia            | 2                 |

### Classifiche di fine anno
| Classifica (2017) | Posizione |
| ----------------- | --------- |
| Italia            | 5         |
| Classifica (2018) | Posizione |
| Italia            | 42        |